# Bureau de la sécurité des transports du Canada
Pour les articles homonymes, voir BST.
Le Bureau de la sécurité des transports du Canada (BST) ou Transportation Safety Board of Canada (TSB) est une agence du gouvernement du Canada chargée de promouvoir la sécurité des transports au Canada. L'organisation est indépendante des autres organismes du gouvernement qui jouent un rôle dans le domaine des transports. Elle enquête sur des accidents et émet des recommandations quant au transport aéronautique, ferroviaire, maritime et par pipeline. Le Bureau n'est pas habilité à attribuer ni à déterminer les responsabilités civiles ou pénales. Le siège social du BST est situé au Place du Centre à Gatineau (Québec).

## Histoire
Avant 1990, la Direction des enquêtes sur les accidents aériens de Transports Canada (1960-1984) et son successeur, le Bureau canadien de la sécurité aérienne ou CASB (1984-1990), étaient responsables des enquêtes sur les incidents et accidents aériens. Avant 1990, les enquêtes et les mesures étaient prises par Transports Canada et même après 1984, les conclusions du CASB n'étaient pas contraignantes pour Transports Canada.
Le BST a été établi en vertu de la Loi sur le Bureau canadien d'enquête sur les accidents de transport et de la sécurité des transports, adoptée au Parlement du Canada le 29 mars 1990. Le BST a été créé en réponse à quelques accidents très médiatisés, après quoi le gouvernement du Canada a souligné la nécessité de créer une organisation d'enquête multimodale et indépendante.
Les dispositions de la Loi sur le Bureau canadien d'enquête sur les accidents des transports et de la sécurité des transports visent à établir une relation indépendante entre le BST et le gouvernement fédéral. 
Cette nouvelle organisation a été mise à l'épreuve lors de l'écrasement du vol Swissair 111, qui a eu lieu le 2 septembre 1998, et a été la plus grande catastrophe sur le territoire canadien depuis l'écrasement du vol Arrow Air 1285R. Le BST a publié son rapport le 27 mars 2003, 4 ans et demi après l'accident. L'enquête a coûté 57 millions de dollars canadiens, ce qui en fait la plus complexe et coûteuse enquête sur un accident de l'histoire canadienne.
De 2005 à 2010, le BST a entrepris bon nombre d’enquêtes très médiatisés, notamment celles portant sur le Vol Air France 358 (A05H0002), le déraillement de la rivière Cheakamus (R05V0141), le naufrage du Queen of the North (M06W0052), l'incident du Picton Castle (M06F0024), la rupture de canalisation survenue à Burnaby (P07H0040), le Vol Cougar Helicopters 91 (A09A0016) et le naufrage du yacht-école à voile S.V. Concordia (M10F003).
Afin d’encourager l’adoption de ses recommandations et de répondre à des tendances en matière d’accidents, le BST a créé sa Liste de surveillance en 2010 qui énumère huit problèmes critiques touchant la sécurité du réseau de transport du Canada.
Les statistiques du BST indiquent que le nombre d'accidents aériens, ferroviaires, maritimes et pipeliniers ont été relativement stables au cours  de années 2019-2023. Au cours de 2023, 3 350 événements de transports ont été observés au Canada. La plupart de ces incidents étaient mineurs, impliquant seulement des dommages à la propriété, mais des accidents mortels sont également inclus dans ce total. Dans la même année, 72 accidents et incidents ont requis une enquête par le BST.

## Membres du Bureau
Le Bureau est composé de cinq membres :
- Le président Yoan Marier ;
- Membre Paul George Dittmann ;
- Membre Leo Donati ;
- Membre Kenneth Potter ;
- Membre Louise Smolska.

## Mandat
Voilà le mandat du BST:
- procéder à des enquêtes indépendantes, y compris des enquêtes publiques au besoin, sur les événements de transport choisis, afin d'en dégager les causes et les facteurs contributifs;
- constater les lacunes de la sécurité mises en évidence par de tels événements;
- faire des recommandations sur les moyens d'éliminer ou de réduire ces lacunes;
- publier des rapports rendant compte de ses enquêtes et présenter les conclusions que le BST en tire.

Le BST peut aider d'autres organismes d'enquête sur les transports si :
- un événement ou un accident où un véhicule commercialement enregistré au Canada est en cause;
- un événement ou un accident où un véhicule partiellement construit au Canada est en cause;
- un pays ne possédant pas les compétences techniques pour mener une enquête complète demande de l'assistance du BST(surtout en ce qui a trait à la lecture et à l’analyse des données tirées des enregistreurs de données de vol et des enregistreurs de conversations dans le poste de pilotage).

Les gouvernements provinciaux et territoriaux peuvent demander au BST d'enquêter sur des événements. Cependant, c’est au BST de décider s’il va enquêter sur un événement en particulier. Le BST publie des rapports publics à la fin des enquêtes de classe un, deux, trois et quatre. Les recommandations faites par le BST ne sont pas juridiquement contraignantes pour le gouvernement du Canada, ni les ministres des organisations fédérales. Toutefois, lorsqu’une recommandation vise un ministère fédéral, une réponse officielle doit être présentée au BST dans les 90 jours.
Le BST rend des comptes au Parlement du Canada par l’entremise du Président du Conseil privé du Roi pour le Canada.

## Liste des présidents
- John W. Stants  1990 à 1996
- Benoit Bouchard 1996 à 2001
- Camille H. Theriault 2001 à 2002
- Charles H. Simpson 2002 à 2005 (président intérimaire)
- Wendy Tadros 2005 à 2006 (présidente intérimaire)
- Wendy Tadros 2006 à 2014
- Kathleen Fox 2014 à 2024
- Yoan Marier 2024 à aujourd'hui